# Mark Edele
 (décembre 2024).
Mark Edele (né en Bavière) est un historien allemand spécialiste de l'histoire européenne et soviétique de la Seconde Guerre mondiale. il enseigne depuis 2004 à l'université d'Australie-Occidentale.

## Formations et carrière
- Il obtient une maîtrise à l'université de Tübingen.
- Il apprend le Russe à Saint-Pétersbourg.
- Il repasse une maîtrise à l'université de Chicago où il obtient également un doctorat.
- Depuis 2004, il enseigne l'histoire de l'Europe et de la Russie à l'université de l'Australie-Occidentale à Perth.

### Livres
- Daniela Baratieri, Mark Edele et Giuseppe Finaldi, Totalitarian Dictatorship: New Histories, Routledge, p. 280, 2013
- Stalinist Society 1928-1953, Part of the Oxford Histories series (Oxford and New York: Oxford University Press, 2011).
- Soviet Veterans of the Second World War: A Popular Movement in an Authoritarian Society, 1941-1991 (Oxford and New York: Oxford University Press, 2008).

## Articles
- "Stalinism as a Totalitarian Society: Geoffrey Hosking’s Socio-Cultural History," Kritika: Explorations in Russian and Eurasian History, forthcoming vol. 13, no. 2 (April 2012).
- "Militaries Compared: Wehrmacht and Red Army, 1941-45," A Companion to the Second World War, ed. Thomas Zeiler. (Blackwell, forthcoming 2012).

"Collective Action in Soviet Society: The Case of War Veterans," Writing the Stalin Era: Sheila Fitzpatrick and Soviet Historiography, ed. Kiril Tomoff, Julie Hessler, and Golfo Alexopoulos (Palgrave, 2011).
- “Veterans and the Welfare State: World War II in the Soviet Context,” Comparativ. Zeitschrift für Globalgeschichte und vergleichende Gesellschaftsforschung 20, No. 6 (2010): 18-33.
- "Veterans and the Village: Red Army Demobilization and Postwar Demography," invited contribution to Richard Hellie Festschrift, Russian history/Histoire russe 36, no. 2 (2009): 159-82.
- "States of Exception: The Soviet-German War as a System of Violence, 1939-1945," (with Michael Geyer), Beyond Totalitarianism: Stalinism and Nazism Compared, ed. Sheila Fitzpatrick and Michael Geyer (New York and Cambridge: Cambridge University Press, 2009). Russian language edition forthcoming: Moscow, Rosspen, 2011.
- "Soviet Society, Social Structure, and Everyday Life: Major Frameworks Reconsidered," Kritika: Explorations in Russian and Eurasian History 8, No. 2 (2007), 349-73; with answer by Jean-Paul Depretto, ibid., 375-88.
- "Roundtable: What Is a School? Is There a Fitzpatrick School of Soviet History?" (with David Wolff, Jonathan Bone, Matthew Lenoe, and Ronald Suny) Acta Slavica Iaponica 24 (2007).
- "More than just Stalinists: The Political Sentiments of Victors 1945-1953," Late Stalinism: Society between Reinvention and Reconstruction ed. Juliane Fürst (London: Routledge, 2006).
- "Soviet Veterans as an Entitlement Group, 1945-1955," Slavic Review 65, no. 1 (2006): 111-137.
- "Strange Young Men in Stalin's Moscow: The Birth and Life of the Stiliagi, 1945-1953," Jahrbücher für Geschichte Osteuropas 50 (2002), 37-61.
- "Paper Soldiers: The World of the Soldier Hero according to Soviet Wartime Posters," Jahrbücher für Geschichte Osteuropas 47 (1999), 90-108.

## Référence
- (en) Profil du personnel de l'Université de l'Australie-Occidentale
- Nathalie Moine, « Mark Edele, Soviet Veterans of the Second World War », Cahiers du monde russe [En ligne], 50/4 | 2009, mis en ligne le 12 janvier 2011, Consulté le 4 septembre 2013. URL :
- Jean‑Paul Depretto, « Mark Edele, Stalinist Society, 1928‑1953 », Cahiers du monde russe [En ligne], 52/4 | 2011, mis en ligne le 3 décembre 2012, Consulté le 4 septembre 2013. URL :